# Distrito de Tehri Garhwal
Tehri Garhwal (en hindi: टिहरी गढ़वाल) es un distrito de la India en el estado de Uttarakhand. Código ISO: IN.UL.TG.
Comprende una superficie de 4085 km².
El centro administrativo es la ciudad de Tehri.

## Demografía
Según censo 2011 contaba con una población total de 616409 habitantes, de los cuales 319 805 eran mujeres y 296 604 varones.